# Splendor
Splendor è un film del 1989 scritto e diretto da Ettore Scola, con Marcello Mastroianni e Massimo Troisi.
È stato presentato in concorso al 42º Festival di Cannes.
Il film esprime un sentimento di nostalgia per il cinema del passato e per una stagione ormai conclusa, di cui è metafora la chiusura della sala, alla quale, Jordan, il proprietario, è costretto per mancanza di guadagni.

## Trama
Jordan è un vecchio appassionato del grande schermo nonché proprietario di una sala cinematografica, lo Splendor, ad Arpino, nel Frusinate. Sin da bambino aveva accompagnato suo padre ed il suo cinematografo itinerante, in giro per l'Italia durante la dittatura fascista.
Ora lo Splendor è in difficoltà per scarsa affluenza. Le basse vendite di biglietti indicano che il cinema non è più un'attività redditizia, e Jordan riflette sulle sue esperienze nella gestione di Splendor, dal suo arrivo in città da bambino, insieme a suo padre.
Incontra la showgirl francese Chantal e lei accetta di lavorare per lui come cassiera. Il cinefilo Luigi  assiste ripetutamente alle proiezioni de Il Sorpasso pur di far la corte a Chantal, di cui è innamorato; così, dopo una breve avventura, inizia a lavorare per Jordan come proiezionista.
I frequentatori del cinema diminuiscono ancor di più con l'avvento in Italia della televisione, e Jordan prende in considerazione l’ipotesi di trasformare la sala in un varietà, assumendo spogliarelliste. Abbandona rapidamente questa idea.
I debiti continuano ad aumentare e ad un certo punto un concittadino, il cavalier Lo Fazio, propone a Jordan di acquistare il locale per trasformarlo in un negozio di elettrodomestici. Jordan cede ma, mentre gli operai di Lo Fazio iniziano a smontare gli arredi, i cittadini di Arpino vanno ad occupare le poltrone della sala.

## Citazioni
Il film si apre con un primo piano della locandina di Notte italiana di Carlo Mazzacurati, omaggio al film del regista padovano, il cui protagonista è Marco Messeri, amico di Massimo Troisi.
Si vedono anche clip dei film proiettati in passato: Metropolis, La vita è meravigliosa, La grande Guerra e Amarcord, tra gli altri.

## Riconoscimenti
- 1989 - Festival di Cannes
  - Candidatura alla Palma d'oro a Ettore Scola
- 1989 - David di Donatello
  - Candidatura come miglior attrice protagonista a Marina Vlady
  - Candidatura come miglior attrice non protagonista a Pamela Villoresi
  - Candidatura come miglior attore non protagonista a Paolo Panelli
  - Candidatura come miglior direttore della fotografia a Luciano Tovoli
  - Candidatura come miglior musicista a Armando Trovajoli
  - Candidatura come migliori costumista a Gabriella Pescucci
- 1989 - Nastro d'argento
  - Migliore fotografia a Luciano Tovoli